# Сан-Сальвадор-де-Жужуй
Сан-Сальвадо́р-де-Жужу́й (Сан-Сальвадо́р-де-Хуху́й) (исп. San Salvador de Jujuy) — город на северо-западе Аргентины, столица провинции Жужуй. Расположен в южной части провинции в месте впадения речки Хиби-Хиби в Рио-Гранде-де-Жужуй. Среди местного населения называется просто Сан-Сальвадор.

## Географическое расположение
Исторический центр города находится в долине высоких гор (Анды), в междуречье двух рек. В XX веке город рос преимущественно на юг и юго-восток от Хиби-Хиби и в меньшей степени к северу от Рио-Гранде.

## Климат
Сан-Сальвадор находится в субтропическом поясе, климат достаточно тёплый и мягкий, среднегодовая температура +19,4° С, количество осадков — 777,7 мм. Лето довольно жаркое, при этом влажное — на 4 летних месяца (декабрь, январь, февраль, март) приходится 3/4 годовых осадков. Зима засушливая, мягкая, возможна и прохладная погода в районе 0° С.

## Достопримечательности

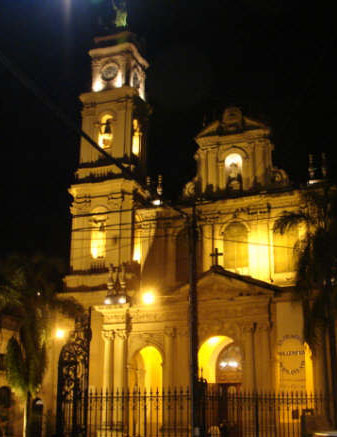
Базилика Сан-Франциско

Сан-Сальвадор окружают живописные склоны Анд.
Наиболее известные архитектурные памятники города:
- Дом Правительства — сочетает в себе элементы итальянской, испанской и французской колониальной архитектуры
- Кафедральный собор (Catedral de San Salvador de Jujuy), построенный в XVII веке.
- Базилика Св. Франциска (Basílica de San Francisco) — построена в 1611—1618 годах, последний раз перестраивалась в 1927 году.
- Часовня Св. Варвары (Capilla de Santa Barbara).

## Спорт
В городе есть футбольная команда «Химнасия де Хухуй», которая выступает в главной лиге аргентинского чемпионата.

## Известные люди, родившиеся в городе
- Хосе Валенсия (род. 1955) — футболист сборной Аргентины, чемпион мира 1978 года.
- Себастьян Льяпур (род. 1970) — диктор, актёр.

## Города-побратимы
- Калама
- Сукре
- Тариха